# Battaglia di Licosa
La battaglia navale di Licosa, combattuta nell'anno 846 presso l'omonimo promontorio, oppose ai Saraceni una coalizione di ducati indipendenti del Meridione d'Italia, ispirata e guidata dal Duca di Napoli Sergio I. Dell'alleanza facevano parte alcuni di quei soggetti politici la cui spiccata propensione marittima era minacciata dai danni subiti a causa delle incursioni saracene: oltre al Ducato bizantino di Napoli, essa comprendeva le potenze marinare di Amalfi, Gaeta e Sorrento.

## Contesto bellico
La battaglia che si combatté a Punta Licosa nell'846 non fu un evento isolato: essa costituiva l'atto conclusivo di una campagna navale iniziata nella primavera di quello stesso anno, con la quale si voleva rendere più sicura la navigazione nelle rotte navali dai porti del mar Tirreno, minacciata dalle scorrerie dei pirati musulmani, le cui basi erano nei numerosi covi presenti sulla costa. Tra i rifugi in cui erano insediati i pirati, vi era, nell'attuale Cilento, quello su Punta Licosa, considerato la loro roccaforte in Campania.
Prima di puntare su Licosa, l'alleanza aveva già riconquistato l'isola di Ponza, caduta in possesso dei Saraceni nello scorcio iniziale di quello stesso anno.

## Esito e conseguenze
Lo scontro si concluse con il successo della coalizione dei ducati campani, a cui fecero seguito altre vittoriose iniziative navali che videro sempre protagoniste le potenze marinare di Amalfi, Gaeta, Napoli e Sorrento. Le campagne militari si susseguirono a più riprese fino all'849, anno della storica Battaglia di Ostia.
Nonostante le vittorie della coalizione anti-saracena, gli effetti sortiti dalle campagne militari non furono definitivi: infatti, già nell'851 si registrava in Campania una ripresa e una recrudescenza delle azioni di pirateria, favorite dalle tradizionali e mai sopite rivalità che opponevano i soggetti politici dell'Italia meridionale e della Langobardia Minor. Queste divisioni storiche, nella migliore delle ipotesi, impedivano l'unità di intenti necessaria per sconfiggere in modo definitivo il fenomeno piratesco. Unità di intenti consolidata col tempo solo a partire dagli inizi del X secolo, periodo in cui maturarono le condizioni per alleanze anti-saracene più durature, a partire dalla Lega Cristiana protagonista nel 915 della Battaglia del Garigliano.
Va quindi tenuto presente che la responsabilità della minaccia saracena ricadeva in parte sugli stessi che la combattevano. Quella congerie di Stati, incluso il Ducato di Napoli, in cui era frammentata l'Italia meridionale, aveva favorito l'insediamento costiero dei Saraceni negli anni trenta del secolo al fine di servirsene come strumento per combattersi reciprocamente, assoldandoli di volta in volta come mercenari. La pirateria sorse allorquando quegli stessi mercenari si diedero a razzie decise in autonomia, approfittando dello scacco imposto ai Bizantini dopo le sconfitte inferte in Sicilia nell'845, nell'ambito della belligeranza arabo-bizantina.

### Razzia saracena di Roma
Immediatamente dopo l'episodio di Licosa, gli Annales Bertiniani degli anni 846–847 riportano anche la notizia di un attacco dei Musulmani contro Roma, quale atto di ritorsione contro il papa. In quella sortita, nel racconto dell'annalista, i Saraceni razziarono la Basilica di San Pietro sotto il pontificato di papa Sergio II, che morì poco dopo. Fu proprio tale evento a spingere il suo successore, papa Leone IV, a dar corso all'alleanza che sconfisse la flotta saracena a Ostia nell'849 e a promuovere la realizzazione della Civitas Leonina, l'opera di sistemazione della cinta muraria portata a termine tra l'848 e l'852, concepita proprio con l'intento di proteggere il Colle Vaticano e la basilica di San Pietro.

## Valore simbolico
Per quanto effimera negli effetti, la battaglia di Licosa fu però un episodio molto importante dal punto di vista simbolico. Essa mostrò, infatti, che, messe da parte le divisioni intestine, l'azione congiunta di alcuni poteri locali era in grado di combattere efficacemente la minaccia saracena, potendo perfino fare a meno dell'appoggio di un soggetto politico e navale, come l'impero bizantino, così importante nello scacchiere italiano e mediterraneo.
La possibilità stessa di costituirsi in coalizione, e il ruolo guida sostenuto da Napoli, erano stati favoriti proprio dall'affievolimento della conflittualità, registratosi in quegli anni quaranta, tra il Ducato di Napoli e i principati longobardi di Salerno e Benevento.